# Barcs Endre
Barcs Endre (Budapest, 1946. január 22. −) újságíró, író.
Édesapja Barcs Sándor nemzetközi labdarúgó-sporttisztviselő, újságíró, politikus. Édesanyja Molnár Mária.

## Tanulmányai
- II. Rákóczi Ferenc Gimnázium,  ELTE, Bölcsészettudományi Kar, magyar-angol szak (1970)
- Regent School of Languages, London (1969)

## Pályafutása
1967-től egyetemi tanulmányai mellett dolgozott a Magyar Rádiónál hírszerkesztőként, az angol szekciónak, a sport osztálynak, zenei szerkesztőként.
Az egyetem elvégzése után a Thália Színházban Kazimir Károly asszisztense, segédszínész, segédrendező (1970-1972), a Nemzeti Színház sajtófőnöke (1972-1973), a Nemzetközi Sportújságíró Szövetség (AIPS) sajtótitkára (1973-1977), a Lapkiadó Vállalat alkalmazottja (1977-1980), amikor több lapban is publikált (Ádám, Új Tükör, Esti Hírlap). Emellett humoreszkjei jelentek meg a Ludas Matyiban, és dolgozott a Rádiókabarénak (1980-1990),
A Magyar Rádió Szülőföldünk adásának munkatársa, a Danubius Rádió alapítótagja, műsorvezetője (1990-1998). A Magyar Televízió Híradójának külpolitikai főszerkesztő-helyettese, majd A Hét c. politikai műsor szerkesztője, főszerkesztője és a Panoráma munkatársa. Emellett 1990 és 1996 között a CNN amerikai televízió magyarországi tudósítója (1998-2002).
Megalakította saját produkciós irodáját, a Daylight Productionst, amelynek társtulajdonosa (2002-2004).
A 168 Óra magazin EU rovatvezetője (2003-2004). Az Európai Parlament megfigyelő státuszban lévő magyar szocialista párti EP-képviselők sajtószóvivője Brüsszelben (2004-2005). Az ATV televízió brüsszeli (2006-2009), a Hír TV brüsszeli tudósítója (2010-2013). Az EUMozaiK uniós hírportál tulajdonos főszerkesztője (2015-2016). A Kashmir Council EU sajtótanácsosa Brüsszelben (2016 szabadúszó újságíró, színikritikus).

## Rádiós műsorai
- Nosztalgiahullám (zenei munkatárs)
- Gospel magazin (zenei munkatárs)
- Cliff Richard összes felvétele

## Televíziós műsorai
- Wurlitzer (MTV)
- Sztárokkal négyszemközt (MTV)
- Árpád-házi Szent Erzsébet (12 részes játék- és dokumentumfilm (MTV) és DVD magyar és német nyelven)
- Az Európa Tanács (20 részes dokumentumfilm, (MTV) és DVD a hazai középiskolák számára)
- Az Európai Parlament (20 részes dokumentumfilm, (MTV) és DVD a hazai középiskolák számára)
- A csángók (Az Európa Tanács megrendelésére, angol nyelven)
- Velence mesterei (Az Európa Tanács megrendelésére, angol nyelven)
- EU talk show (interjúk az Európai Parlament képviselőivel, MTV)
- Zöld bolygó (környezetvédelmi magazinműsor)

## Könyvei
- Égtájak 1972 (novellafordítás)
- Rádiókabaré II. (RTV-Minerva Kiadó, 1978, társszerző)
- Könnyűzenei lexikon (IPV, 1987, társszerző)
- Dr. Rajmond Moody: Elvis az élet után (Danubius Kódex Kiadó, 1991, fordítás)
- Rock-zenei kézikönyv (Berta Nyomdaipari Kft, 1993, társszerző)
- Gáncs Dénes, Zoltán János: A dallam diadala (La Ventana Kiadó, 2004, lektor)

## Gyermekei
Endre (1982), Sándor (1986), Melitta (1990), Bálint (1997), András (2000.11.10.-2001.01.24.) Enikő (2002), Réka (2005)